# Hadith
Hadith, sau hadîth (în arabă حديث), reprezintă consemnarea unei fapte sau spuse a profetului Muhammad (d. 632). În sens mai general, termenul poate fi folosit și cu referire la o faptă sau spusă a unuia din tovarășii săi sau succesorilor săi.

## Istoric
Au existat literalmente mii de hadith-uri care au circulat în comunitatea musulmană în formă orală și scrisă în primul secol al islamului. Acestea au fost colectate în timpul secolelor al IX-lea și al X-lea. Aceste relatări sunt baza, pe lângă Coran, a legii islamice, practicii religioase, credinței și guvernează religios viața de zi cu zi a musulmanului.  S-a cristalizat astfel adevărul revelat care definește sunna, adică faptele, vorbele și aprobările tacite ale Profetului, un fel de cod autentic de acțiune aprobat de către profetul Muhammad. De-a lungul istoriei islamice, fiecare dintre ramurile islamice importante,sunism, șiism, și sufismul au căutat îndrumare și inspirație în hadith.
Deși din punct de vedere canonic nu sunt egale Coranului, hadith-urile au exercitat o influență la fel de mare asupra dezvoltării gândirii islamice. În hadith Muhammad este cel care vorbește, iar în Coran, Dumnezeu.În hadith, numai sensul este inspirat. În Coran, atât sensul cât și cuvântul sunt inspirate. Jurisprudența (Fiqh) și teologia se bazează mai întâi pe Coran, apoi pe hadith.
În cursul primelor două secole și jumătate de după Muhammad, numărul spuselor și faptelor sale consemnate crescuse considerabil. Oricând apărea o problemă religioasă, politică sau socială, importantă era pentru cel în cauză o vorbă sau o hotărâre a Profetului, fie reală,fie fictivă. Crearea, inventarea chiar, de hadith-uri era o chestiune vitală pentru soluționarea, de exemplu, a adversităților între abbasizi și omeyyazi sau a problemei spinoase a superiorității arabilor față de nearabi. Compunerea de hadith-uri avea și o valoare comercială, mulți câștingându-și în acest fel existența. Existau două școli principale de emitere și certificare a hadith-urilor, cea kufită și cea medineză (după denumirea specifică a orașelor de reședință).

## Structura
În forma sa clasică, un hadith este compus din două părți, un lanț de emițători (isnad) și textul în sine (matn) din relatare. Textul urmează lanțului de transmițători și trebuie să fie în stil indirect liber: A mi-a relatat că B i-a relatat, aflând de la C, care știa de la D...
Erau deci foarte importante reputația transmițătorilor precum și veridicitatea lanțului neîntrerupt pornit de la profet. În funcție de aceste criterii, hadith-urile sunt considerate autentice (sahih), acceptabile (hasan) sau slabe (da'if).  Primul martor astfel transmițător al spuselor Profetului a fost Abu Bakr, de altfel primul calif (632-634). Soția lui Muhammad, Aisha, a transmis, de exemplu, un hadith referitor la băuturile alcoolice, care sunt interzise (Haraam) musulmanului.

## Semnificație
Hadith-urile explicitau și completau Coranul. Acestea mai ofereau comunității islamice precepte și pilde apostolice din toate domeniile. Călătoria nocturnă, vag amintită într-un verset coranic, se regăsește în forme ample în tradiții. Hadith-urile au contribuit la transmiterea unor proverbe, anecdote, parabole și miracole, toate atribuite lui Muhammad. Prin acestea, familiile islamice și-au găsit poveștile.

## Tipuri de hadith. Colecții
Hadith-ul, pe lângă chestiunile legate de credință și aspecte practice din viața religioasă a musulmanului, conține și elemente contextual-istorice, precum și comentarii la adresa Coranului (tafsir).
Un tip foarte special de hadith este Qudsi (sfânt hadith). Acesta conține o spusă atribuită lui Dumnezeu de către Muhammad, dar care nu a fost găsită în Coran. Deși este un proverb divin, acesta nu este privit cu aceeași autoritate precum cea a unui verset din Coran.
În secolul islamic al II-lea, diversele colecții de hadith-uri aflate în circulație sunt antologate în șase volume, devenite de atunci canonice.
Pe linie sunită, prima și cea mai influentă este cea a lui al-Buhari (810-870), persan de origine. Acesta a selectat din cele 600.000 de tradiții culese de la 1000 de șeici pe parcursul a 16 ani de peregrinări prin Persia, Irak, Hijaz și Egipt, aproximativ 7397 de tradiții pe care le-a sistematizat după subiecte (pelerinajul, războiul sfânt, rugăciunea etc). Corpusul de tradiții rivalizează antologia lui ibn-al-Haggag din Naysabur. Conținutul este similar colecției lui al-Buhari, cu diferențe de isnad.
Mai există alte patru astfel de cărți canonice: Sunan, de Abu-Dawud din Basra, Gami, de al-Tirmizi, Sunan, de ibn-Maga și Sunan, de al-Nasa'i.
Pe linie șiită, colecțiile de hadith-uri au fost promovate începând din secolul 10, bazate pe declarații ale imamilor, precum cea a lui al-Kulayni, a lui Ibn al-Qummi și Muhammad al-Tusi. O colecție ulterioară aproape exhaustivă a fost cea a lui Muhammad Baqir - Bihar al-anwar (Oceanul luminilor), definititivată în jurul anului 1674 (aproximativ 110 volume).
Hadith-urile au avut de asemenea audiență în rândul mediilor sufite, în măsura în care le susțineau convingerile și practicile legate de credință.